# Pallacanestro alla VII Universiade - Torneo femminile
Il torneo di pallacanestro femminile della VII Universiade si è svolto a Mosca, Unione Sovietica, nel 1973.

## Podio
| - | Paese            | Formazione |
| - | ---------------- | --- |
|   | Unione Sovietica | Tamāra Dauniene · Nelli Ferjabnikova · V. Grišina · Ljudmila Kuznecova · Ljudmila Kuz'mina · Aleksandra Ovčinnikova · Tat'jana Ovečkina · Ul'jana Semënova · Valentina Solomeeva · Ol'ga Sucharnova · Nadežda Šuvaeva · Nadežda Zacharova All.: Lidija Alekseeva |
|   | Stati Uniti      | Janice Beach · Juliene Brazinski · Phyllis Cupp · Nancy Dunkle · Dorothy Easterwood · Pat Head · Marcia Mann · Brenda Moeller · Cherri Rapp · Theresa Shank · Marilyn Smith · Barbara Wischmeier All.: Jill Upton                                                |
|   | Corea del Sud    | |